# Alain Acart
Alain Acart, né le 28 mars 1951 à Vienne et mort le 2 janvier 2023 à Figueira da Foz (Portugal), est un céiste français.

## Biographie
Alain Acart a fait partie du bataillon de Joinville.
Il est un céiste international ayant disputé deux éditions des Jeux olympiques, en 1972 à Munich et en 1976 à Montréal. Il remporte avec Jean-Paul Cézard la médaille de bronze en C-2 10 000 mètres aux Championnats du monde de course en ligne de canoë-kayak de 1974 à Mexico.
Il est l'entraîneur de Cyrille Carré pendant 14 ans, jusqu'en 2016.
Il meurt d'un arrêt cardiorespiratoire le 2 janvier 2023 à la marina de Figueira da Foz au Portugal alors qu'il entraînait de jeunes kayakistes de l'Associação Desportiva Naval Remo,.

## Palmarès

### Jeux olympiques
- Jeux olympiques de 1972 à Munich :
  - Éliminé en repêchages du C-2 1 000 m
- Jeux olympiques de 1976 à Montréal :
  - Éliminé en demi-finales du C-2 1 000 m

### Championnats du monde
- Championnats du monde de course en ligne de canoë-kayak de 1974 à Mexico :
  -  Médaille de bronze en C-2 10 000 m avec Jean-Paul Cézard

### Jeux méditerranéens
- Jeux méditerranéens de 1979 à Split :
  -  Médaille d'argent en C-1 1 000 m
  -  Médaille d'argent en C-2 1 000 m  avec Jean-Paul Cézard
  -  Médaille de bronze en C-2 500 m avec Jean-Paul Cézard